# Rovan
Rovan je priimek več znanih Slovencev:
- Alojz Rovan (1870—1891), pisatelj
- Goran Rovan, novinar, pesnik, fotograf
- Jože Rovan (1923—2009), pravnik, ekonomist, strokovnjak za finance, univ. prof.
- Jože Rovan (*1953), ekonomist, statistik; predsednik Planinske zveze Slovenije (=?)
- Jure Rovan (*1975), atlet, skakalec ob palici
- Leopold Rovan, športni delavec
- Nevenka Rovan (*1942), violinistka
- Pavla Rovan (1908—1999), pesnica, pisateljica
- Samo Rovan, svetovno znan poročni fotograf
- Tone Rovan, izseljenski gledališčnik v Argentini
- Vilma Urbančič Rovan, zdravnica diabetologinja, prof. MF